# Tanja Ribič
Tanja Ribič, född 28 juni 1968 i Trbovlje, är en slovensk sångerska och skådespelerska. Hon är gift med den bosniske skådespelaren och regissören Branko Đurić.
Ribič studerade på Ljubljanas universitet vid fakulteten för teater, radio, film och TV. Hon är sedan 1992 anställd som skådespelare på Ljubljanas stadsteater.
Ribič vann den slovenska uttagningen till Eurovision Song Contest (ESC) 1997 med låten Zbudi se. I ESC kom hon på tiondeplats med 60 poäng. Hon har därefter släppt två studioalbum. Hon avslutade sin musikaliska karriär 2000, men återkom 2009 då hon sjöng i soundtracket till slovenska versionen av den animerade filmen Bolt.
Som skådespelerska är Ribič mest känd för sina huvudroller i TV-serierna Teater Paradižnik (1994-1997) och Naša mala klinika (2004-2011).

## Diskografi
- Ko sve uthine (1999)
- To je zdaj amore (2000)

## Filmografi (i urval)
- Karpo Godina (1990)
- Halgato (1994)
- Teater Paradižnik (1994-1997)
- Junaki petega razreda (1996)
- Nepopisan list (2000)
- Kajmak in marmelada (2002)
- Naša mala klinika (2004-2011)
- Traktor, ljubezen in rock′n′roll (2011)
- Hvala za Sunderland (2012)